# Piriápolis
Piriápolis je grad u departmanu Maldonado na jugu Urugvaja, na obali Atlantskog oceana. Jedno je od najpoznatijih odmarališta i turističkih naselja u Urugvaju, a prema broju noćenja i posjetitelja premašuje i poznatu Puntu del Este. Budući da je poznato ljetovalište, grad ima mali stalni broj stanovnika koji naglo poraste dolaskom turističke ljetne sezone.
Piriápolis je također ime i općine kojoj pripada istoimeni grad. Osim njega, općini pripada veliki broj drugih ljetovališta i ribarskih gradova na obalama Atlantika.
Sam grad nalazi na obali zaljeva Rio de la Plata. Njime prolazi Autocesta 10, koja ga povezuje s glavnim gradom Montevideom, od kojeg se nalazi 100 kilometara istočnije.

## Povijest
Piriápolis je osnovao urugvajski poduzetnik talijanskog podrijetla Francisco Piria 5. studenoga 1890. godine. Njegovo izvorno ime bilo je El Balneario del Porvenir (Ljetovalište budućnosti). Ubrzo nakon osnivanja, Piria je kupio veliko zemljište okolo grada, uključujući brda Cerro Pan de Azúcar, Cerro del Inglés i Cerro del Toro te sve plaže u podnožju tih uzvišenja. Početkom 1897. godine, Piria završava izgradnju svoga gospodarskog imanja s dvorcem. 
1905. dovšrena je izgradnja Hotela Piriápolis, danas zaštićenog kulturnog spomenika, čiju je gradnju novčano osigurao osnivač grada. Nakon izgradnje, to je bio jedan od prvih luksuznih hotela u cijelom zaljevu Rio de la Plate. Nakon što je 1910. godine uredio sve gradske plaže, Piria 1912. počinje prodavati prve stambene objekte, kuće za odmor i vikendice. Sljedeće godine ide korak dalje počevši s gradnjom pomorske luka, koja je dovršena i svečano otvorena 1916. godine. Od 1920. do 1930., Piria je gradio Argentino Hotel, najveći hotel toga vremena u Urugvaju i među pet najvećih u cijeloj Južnoj Americi.
Nakon Pirijine smrti 1933. godine u gradu su vladali  sukobi za njegovo nasljedstvo između njegove djece i njihovih potomaka.

## Stanovništvo
Prema popisu stanovništva iz 2011. godine, u Piriápolisu je živjelo 8.830 privremenih stanovnika u 8.489 stambenih objekata (ljetnikovaca, kuća za odmor, vila i sl.). Prema podatcima uprave departmana Maldonada cijela općina ima 14.000 stanovnika.
| Godina | Stanovništvo | Kućanstva |
| ------ | ------------ | --------- |
| 1963.  | 4.546        | 2.620     |
| 1975.  | 5.240        | 3.661     |
| 1985.  | 5.878        | 4.289     |
| 1996.  | 7.570        | 5.640     |
| 2004.  | 7.899        | 7.123     |
| 2011.  | 8.830        | 8.489     |

- Izvor: Državni statistički zavod Urugvaja[4][5]

## Vanjske poveznice
- Mrežni portal grada (šp.)
- Piriápolis (Maldonado), Urugvaj (šp.)
- pirapolis.com (šp.)